# ويليام كلايتون أندرسون
ويليام كلايتون أندرسون (بالإنجليزية: William Clayton Anderson) هو محامي وسياسي أمريكي، ولد في 26 ديسمبر 1826 في لانكستر في الولايات المتحدة، وتوفي في 23 ديسمبر 1861 في فرانكفورت في الولايات المتحدة. حزبياً، نشط في حزب لا أدري. وقد انتخب عضو مجلس النواب الأمريكي.